# Xiahou Dun
Xiahou Dun (? – 220) fou un militar general sota el comandament del poderós senyor de la guerra Cao Cao durant el tardà Dinastia Han Oriental i l'era els Tres Regnes de la Xina. El cognom original de Cao Cao era Xiahou, però el seu pare, Song, fou adoptat per la família Cao, per tant de Dun i Cao compartiren les relacions familiars. Fou un dels principals homes de confiança de Cao Cao, Xiahou Dun l'ajudà en les seues campanyes en contra de Liu Bei, Sun Quan, i Lü Bu.
Xiahou Dun va perdre el seu ull esquerre durant una batalla en el 198 dC, i que posteriorment va passar a ser conegut entre el rang i arxiu com "Xiahou Cec", cosa que li fastiguejava. La seua imatge com un guerrer d'un ull més tard es va popularitzar per la novel·la històrica Romanç dels Tres Regnes, en la qual es diu que s'arrenca la fletxa disparada per l'enemic general Cao Xing fora de la conca del seu ull i devorà el seu propi globus ocular per infondre la por en els seus enemics.
Els Registres dels Tres Regnes descriu a Xiahou Dun com un modest i generós home. Personalment va portar al seu professor al campament perquè pogués continuar els seus estudis durant mig de la batalla. Ell també distribuïa qualsevol riquesa excedent que tinguera, agafant del botí sols lo necessari, i no va posseir cap propietat mai. A la seua mort, se li va donar el títol pòstum de Marqués Zhong (忠侯), literalment, el que significa el marquès lleial.

## El Clan Xiahou

### Descendents directes
- Xiahou Chong (夏侯充)
  - Xiahou Yi (夏侯廙)
    - Xiahou Zuo (夏侯佐)
    - Xiahou Shao (va succeir Xiahou Zuo però no era descendent directe de Xiahou Yi) (夏侯劭)
- Xiahou Mao (夏侯楙)

### Família propera
- Xiahou Lian (germà petit) (夏侯廉)

### Família extensa
- Xiahou Yuan¹ (cosí més jove)
- Xiahou Shang (nebot) (夏侯尚)
  - Xiahou Xuan (夏侯玄)
    - Xiahou Ben (renebot de Xiahou Shang) (夏侯本)
- Xiahou Ru (cosí adoptat, germà adoptat de Xiahou Shang) (夏侯儒)
- Xiahou En (nebot llunyà) (夏侯恩)
- Xiahou De (nebot de ficció al Romanç dels Tres Regnes) (夏侯德)
- Xiahou Feng (renebot llunyà, nebot de Xiahou Shang) (夏侯奉)

### Relacions incertes
- Xiahou Lan (夏侯蘭)
- Xiahou Cun (夏侯存)
- Xiahou Xian (夏侯獻)

¹ Per una llista completa dels descendents de Xiahou Yuan, vegeu Xiahou Yuan.